# Frederick Mulley
Frederick William Mulley, baron Mulley (ur. 3 lipca 1918, zm. 15 marca 1995), brytyjski prawnik i polityk, członek Partii Pracy, minister w rządach Harolda Wilsona i Jamesa Callaghana.
W latach 1929–1936 uczęszczał do Warwick School. Podczas II wojny światowej służył w pułku Worcestershire. W grudniu 1939 r. został wysłany do Francji jako członek 7 batalionu. Podczas odwrotu do Dunkierki w maju 1940 r. został awansowany do stopnia sierżanta. Pod Dunkierką został ranny i dostał się do niemieckiej niewoli. Pozostał w niej do końca wojny.
Podczas pobytu w niewoli kontynuował naukę, dzięki czemu po wojnie uzyskał stypendium, które pozwoliło mu rozpocząć studia w Christ Church na Uniwersytecie Oksfordzkim. Uzyskał tam tytuł naukowy z filozofii, politologii i ekonomii. W latach 1948–1950 studiował ekonomię w St Catherine's College na Uniwersytecie Cambridge. W 1954 r. rozpoczął praktykę adwokacką.
Mulley był członkiem Partii Pracy od 1936 r. W 1945 r. bez powodzenia startował w wyborach do Izby Gmin w okręgu Sutton Coldfield. Do parlamentu dostał się dopiero w 1950 r., wygrywając wybory w okręgu Sheffield Park.
Początkowo był członkiem komisji ds. propozycji budżetowych. W 1951 r. był członkiem parlamentarnej delegacji do Niemiec Zachodnich. W tym samym roku został parlamentarnym prywatnym sekretarzem ministra pracy. W 1957 r. został członkiem parlamentarnej delegacji do Kenii. W latach 1958–1961 był brytyjskim reprezentantem w Zgromadzeniu Doradczym Rady Europy (gdzie był wiceprzewodniczącym Komitetu Ekonomicznego) oraz w Unii Zachodnioeuropejskiej (gdzie był wiceprzewodniczącym Zgromadzenia Unii).
W okresie rządów laburzystów sprawował wiele funkcji w administracji rządowej. Był młodszym ministrem ds. sił zbrojnych w ministerstwie obrony w latach 1964–1965, ministrem lotnictwa w latach 1965–1967, młodszym ministrem ds. rozbrojenia oraz ministrem stanu w Foreign Office w latach 1967–1969, a także ministrem transportu w latach 1969–1970 i 1974–1975. W 1975 r. został członkiem gabinetu jako minister edukacji i nauki. W 1976 r. został ministrem obrony. Pozostał na tym stanowisku do wyborczej porażki Partii Pracy w 1979 r.
Mulley zasiadał w Izbie Gmin do 1983 r. W 1984 r. został kreowany parem dożywotnim jako baron Mulley i zasiadł w Izbie Lordów. Zmarł w 1995 r. Był żonaty z Doris French (od 1948 r.) i miał z nią dwie córki.